# Lisardo Lombardía
Pour les articles homonymes, voir Lombardia.
Lisardo Lombardía Yenes (né le 10 février 1955) est un responsable asturien d'institutions culturelles. Il a dirigé le festival interceltique de Lorient entre 2007 et 2020. Son successeur, Jean-Philippe Mauras, a pris la relève le 2 avril 2021.

## Biographie
Lisardo Lombardía est diplômé de médecine et de chirurgie. Il a été chef du service culturel du journal La Nueva España, et fondateur d'une maison d'édition. Il a été membre du Conseil culturel de Bretagne et directeur général du Festival interceltique de Lorient de 2007 à 2021.

## Festival interceltique de Lorient

### Débuts dans la délégation asturienne
Il découvre la Bretagne au début des années 1980, avant de suivre la délégation asturienne à partir de 1985 au festival interceltique de Lorient. Il arrive pour la première fois à la tête de cette délégation en 1987, y occupe pendant 22 ans cette fonction, et s'y fait connaitre pour ses capacités de travail.

### Prise de direction du FIL
Il fait ses débuts comme directeur du FIL lors de l'édition 2007 qu'il codirige avec son prédécesseur Jean-Pierre Pichard. Sa prise de poste intervient au moment où la présidence du festival change, elle aussi, et il forme avec Noël Couëdel la nouvelle direction de l'évènement. Il annonce à l'époque vouloir pousser le festival au-delà de ses frontières d'alors, notamment vers l'Amérique latine où une diaspora celtique existe, mais aussi en développant les liens économiques entre ces pays, tout en conservant le cadre général comme « la créativité, la défense de l'identité, la vitrine du monde celte ».
En 2008, il doit faire face à une baisse importante du financement de l'État, qui passe de 110 000 à 10 000 euros par édition
L'édition 2009 du festival est la première qu'il gère entièrement.